# Poophylax villosa
Poophylax villosa là một loài bọ cánh cứng trong họ Salpingidae. Loài này được Anderson & Fuller miêu tả khoa học năm 2005.